# Левантийская компания
Левантийская компания (англ. Levant Company) или Турецкая компания (англ. Turkey Company) — английская торговая компания, созданная в 1592 году объединением Турецкой компании (1581) и Венецианской компании (1583), и получившая привилегии для торговых операций в Османской империи.
В отличие от, например, Ост-Индской компании, Левантийская компания не являлась акционерной. Суть разницы состояла в том, что торговля шла не на акционерный капитал. В компанию после уплаты взноса допускалось любое лицо, удовлетворяющее определённым требованиям и согласное подчиняться правилам компании, причём каждый член вел торговлю на свой собственный капитал и риск.
Из доходов Левантийской компании был составлен первоначальный капитал Ост-Индской Компании.

## Нормативные акты, связанные с компанией
При образовании Левантийской компании вступительный взнос составил 25 фунтов для лиц моложе 26 лет, и 50 фунтов для лиц старше этого возраста. Никто, кроме настоящих купцов, не мог быть принят; ограничение это исключало розничных и мелочных торговцев. В компанию не могли быть приняты лица, живущие в 20 милях от Лондона и не состоявшие гражданами города. Особым постановлением никакие британские промышленные изделия не могли вывозиться в Турцию иначе, как на кораблях компании.
Различные злоупотребления дали повод на 25-й год правления Георга III издать закон, понижавший вступительный взнос до 20 фунтов для всех лиц без различия возраста и без ограничения их только купцами или гражданами Лондона; этот акт даровал всем этим лицам свободу вывоза из всех портов Великобритании в порты Турции всех британских товаров, вывоз которых не был запрещен, и свободу ввоза всех турецких товаров, ввоз которых не был запрещен, с уплатой обычных таможенных пошлин и особой пошлины на покрытие необходимых расходов компании; одновременно с этим он подчинял их законной власти британского посланника или консулов, находящихся в Турции, и надлежащим образом утверждённым постановлениями компании. Тот же закон предписывал, что если семь членов компании сочтут себя стесненными каким-либо постановлением, утверждённым после издания закона, они могут обжаловать его в Совете торговли и колоний (позднее замененном комитетом при Тайном совете) при условии подачи этой жалобы до истечения 12 месяцев после утверждения постановления; далее, если семь членов сочтут себя стесненными каким-либо постановлением, изданным до этого закона, они также могут обжаловать его не позже 12 месяцев со дня издания закона.

## См.также
- Остзейская компания
- Московская компания